# Lista de unidades de processamento gráfico da Nvidia
Esta tabela contem informações gerais sobre as GPUs fabricadas pela NVIDIA.